# Dolores Michaels
Pour les articles homonymes, voir Michaels.

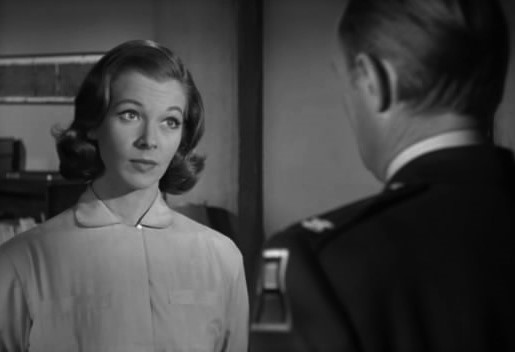
Avec Richard Widmark de dos, dans La Chute des héros (1957)

Dolores (Rae) Michaels, née le 30 janvier 1933 à Kansas City (Missouri) et morte le 25 septembre 2001 à West Hollywood (Californie), est une actrice américaine.

## Biographie
Dolores Michaels mène une courte carrière à l'écran, contribuant au cinéma à onze films américains, depuis French Line de Lloyd Bacon (1953, avec Jane Russell et Gilbert Roland) jusqu'à La Bataille de Bloody Beach d'Herbert Coleman (1961, avec Audie Murphy et Gary Crosby).
Entre-temps, mentionnons La Chute des héros de Karl Malden (1957, avec Richard Widmark et Richard Basehart), ainsi que les westerns L'Homme aux colts d'or d'Edward Dmytryk (1959, avec Henry Fonda et Richard Widmark) et Les Hors-la-loi de James B. Clark (son avant-dernier film, 1960, avec Alan Ladd et Don Murray).
S'ajoutent six séries à la télévision américaine entre 1956 et 1963 (après quoi elle se retire définitivement), dont C'est arrivé à Sunrise (un épisode, 1961), Laramie (un épisode, 1962) et Perry Mason (un épisode, 1962).

## Filmographie complète

### Cinéma
- 1953 : French Line (The French Line) de Lloyd Bacon : un modèle
- 1955 : Le Fils de Sinbad (Son of Sinbad) de Ted Tetzlaff : une jeune femme du harem
- 1957 : Les Naufragés de l'autocar (The Wayward Bus) de Victor Vicas : Mildred Pritchard
- 1957 : La Chute des héros (Time Limit) de Karl Malden : le caporal Jean Evans
- 1957 : Je vous adore (April Love) d'Henry Levin : Fran Templeton
- 1958 : Tonnerre sur Berlin (Fräulein) de Henry Koster : la pianiste Lori
- 1958 : Le Tueur au visage d'ange (The Fiend Who Walked the West) de Gordon Douglas : May
- 1959 : L'Homme aux colts d'or (Warlock) d'Edward Dmytryk : Jessie Marlow
- 1959 : Five Gates to Hell (en) de James Clavell : Athena
- 1960 : Les Hors-la-loi (One Foot in Hell) de James B. Clark : Julie Reynolds
- 1961 : La Bataille de Bloody Beach (Battle at Bloody Beach) d'Herbert Coleman : Ruth Benson

### Séries télévisées
- 1956 : Science Fiction Theatre (en), saison 2, épisode 24 Sound That Kills : la réceptionniste
- 1961 : C'est arrivé à Sunrise (Bus Stop), saison unique, épisode 5 Portrait d'un héros (Portrait of a Hero) de Robert Altman et Sutton Roley : Louise Willis
- 1962 : Laramie, saison 4, épisode 1 Among the Missing de Joseph Kane : Nona
- 1962 : Perry Mason, saison 6, épisode 3 The Case of the Playboy Pugilist de Francis D. Lyon : Jo Sands
- 1962 : Route 66, saison 3, épisode 4 Ever Ride the Waves in Oklahoma de Robert Gist
- 1963 : The Lloyd Bridges Show (en), saison unique, épisode 23 To Walk with the Stars de Jus Addiss : Carol Wade